# ŠK Kremnička
ŠK Kremnička là một câu lạc bộ bóng đá Slovakia, đến từ thị trấn Banská Bystrica. Câu lạc bộ được thành lập năm 1952 và giải thể mùa hè năm 2017, sau quyết định của chủ sở hữu câu lạc bộ Milan Smädo để cứu lấy đội trẻ của câu lạc bộ MFK Dukla Banská Bystrica đã tan rã và tiếp tục truyền thống của tên gọi Dukla..